# Théodore Denis
Théodore Denis est un homme politique français né le 14 mai 1858 à Saint-Paul-lès-Dax (Landes) et mort le 27 juin 1908 à Paris.

## Biographie

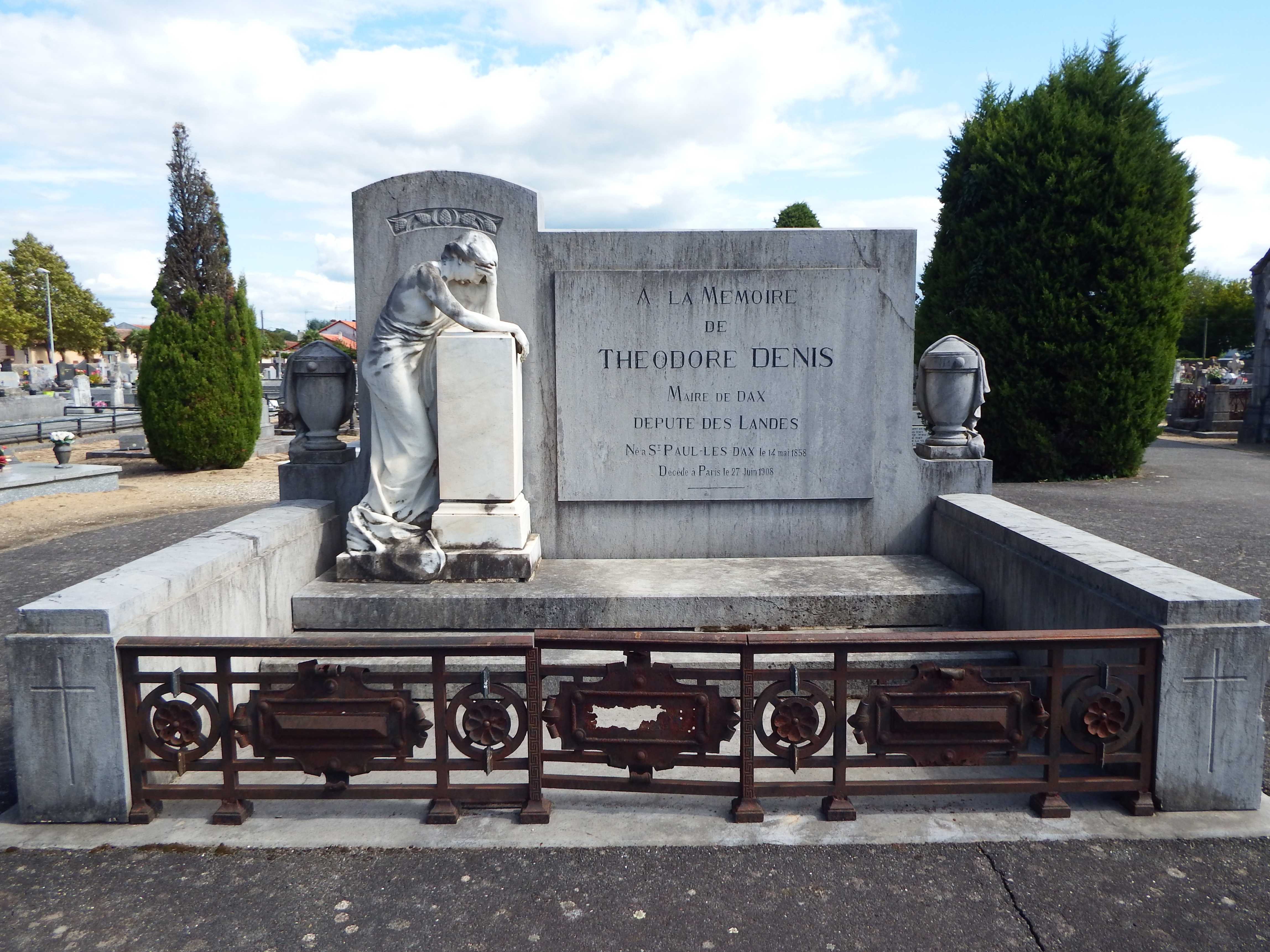
Monument funéraire en l'honneur de Théodore Denis à Dax.

Né le 14 mai 1858 à Saint-Paul-lès-Dax (Landes), il exerce tout d'abord en tant qu'avocat et bâtonnier de l'Ordre des avocats de Dax, fondateur en 1881 du journal républicain Le Dacquois.
Il est maire de Dax d'octobre 1894 à novembre 1895 et de janvier 1900 à juin 1908. Député des Landes de 1893 à 1908, il est membre du groupe républicain nationaliste, du groupe antijuif puis de celui de l'Action libérale et intervient souvent dans les débats.
En 1894, il soutient avec vigueur le maire de Dax Milliès-Lacroix lors de sa révocation pour avoir organisé des corridas malgré l'interdiction préfectorale. Le discours improvisé du 24 octobre 1894 qu'il prononce alors au Palais Bourbon le fait remarquer de ses collègues. Sa participation à la rédaction du rapport général de la commission d'enquête sur le scandale de Panama le conduit à rejeter tout au long de sa carrière politique le règne de la haute finance et du capitalisme industriel, et à se rapprocher des cercles antisémites. En 1896, il accepte de faire partie d'une commission chargée de départager les candidats à un concours organisé par La Libre Parole d'Édouard Drumont « sur les moyens pratiques d'arriver à l'anéantissement de la puissance juive en France ».
Il se signale ensuite anti-dreyfusard avant de se concentrer sur la défense des droits de l'homme et de la liberté religieuse au moment de la politique anticléricale menée par le ministère Combes et s'oppose à la loi de séparation des Églises et de l'État de 1905.
Il entretient une communication épistolaire avec le journaliste monarchiste dacquois Rémi d'Avezac de Moran, qui le soutient et le félicite lors de ses élections. Ces lettres sont conservées dans des archives privées, chez Madeleine Jogan à Dax. 
Il est inhumé au cimetière Saint-Pierre de Dax.